# ケス (スタートレック)
ケスはスタートレックシリーズにおける固有名詞。
- ケス(Kes)は『新スタートレック』に登場するアルファ宇宙域にある惑星ケスプリット3号星の民族。プリット(Prytt)という民族と敵対関係にある。
- ケス(Kes)は『スタートレック:ヴォイジャー』の登場人物。以下に詳述する。

ケス(Kes)はアメリカのSFテレビドラマ『スタートレック:ヴォイジャー』に登場する架空の人物。オカンパ人女性。デルタ宇宙域でU.S.S.ヴォイジャーに乗り組むことになる。ジェニファー・リーンが演じた。日本語版の吹き替えは小林優子。

## 概要
ケイゾン人に捕まっていたところをU.S.S.ヴォイジャーに救出されたことでクルー達と知り合う。管理者に依存し退化の道を歩むオカンパ人の在り方に疑問を抱いていた彼女は、持ち前の好奇心と種族の可能性の探究する為に、恋人のタラクシア人のニーリックスとともにヴォイジャーに乗り込み地球帰還の旅に同行することになる。性格は明るく元気で優しい。また、きちんと自分の意見を持っており、時にはそれを強く主張することもある。恋人のニーリックスに対しては常に一途である。ヴォイジャー乗船直後は物資節約の為に始めた水耕栽培で野菜を育てる仕事をしていたが、後に医療に興味を持ち、ドクターが教師となり医療助手も勤める。
オカンパ人は9年程度しかない寿命と設定されており、寿命を延ばす話が作中にもあった（ヴォイジャー乗船時、彼女はわずか1歳だった）。その他、オカンパ人は超能力を持っており、ケスは超能力を自分の可能性と捉え、トゥヴォックを中心にトレーニングを受けていた。他の話では意識を乗っ取られたおりにも強い超能力を指摘されている。また、彼女の超能力による感知能力はたびたびヴォイジャーの危機を救っている。
生命体8472に接触したことにより超能力が過剰に進化した事でヴォイジャーに危険が及ぶ可能性が出てきたため、セブン・オブ・ナインの加入とほぼ入れ替わりにヴォイジャーを離れている。後にケスの後日談を描いた第143話「帰ってきたケス」でゲスト出演を果たすことになるが身勝手な復讐心で以前とはあまりにも掛け離れた性格に豹変しており彼女のファンは大いに落胆した。